# Länsväg AC 536

Länsväg AC 536 är en övrig länsväg i Västerbottens län (Ångermanland) som går mellan byn Bjärten i Nordmalings kommun och byn  Bjurvattnet i Bjurholms kommun. Vägen är tio kilometer lång och belagd med grus.
Vägen ansluter till:
- Länsväg AC 533 (vid Bjärten)
- Länsväg AC 540 (vid Bjärten)
- Länsväg AC 535 (vid Bjurvattnet)